# Мана (станция)
Мана — станция Красноярской железной дороги на 682-м километре дороги Новокузнецк — Абакан — Тайшет Южсиба. Находится на правом берегу реки Маны в посёлке Мана Партизанского района Красноярского края.

## Пригородное сообщение
Станция Мана — конечная точка маршрута электропоезда Красноярск — Мана. Раньше, до 2010 года по маршруту Красноярск — Абакан курсировал скорый электропоезд, проходивший путь за 9,5 часов, который также останавливался на этой станции, но впоследствии он был отменён.

## Дальнее сообщение
Через станцию ежедневно проходит скорый поезд № 123/124 Красноярск — Абакан. Стоянка 4 минуты.